# Coris
Coris – rodzaj ryb okoniokształtnych z rodziny wargaczowatych (Labridae).

## Klasyfikacja
Gatunki zaliczane do tego rodzaju:
| - Coris atlantica - Coris auricularis - Coris aurilineata - Coris aygula – korys cyngula - Coris ballieui - Coris batuensis - Coris bulbifrons - Coris caudimacula – korys dwuplamy - Coris centralis - Coris cuvieri - Coris debueni - Coris dorsomacula - Coris flavovittata – korys hawajski | - Coris formosa – korys jubilerek, korys piękny - Coris gaimard – korys żółtochwosty - Coris hewetti - Coris julis – korys, korys doncela, koris doncela, tęczak - Coris marquesensis - Coris musume - Coris nigrotaenia - Coris picta - Coris pictoides - Coris roseoviridis - Coris sandeyeri - Coris variegata - Coris venusta |

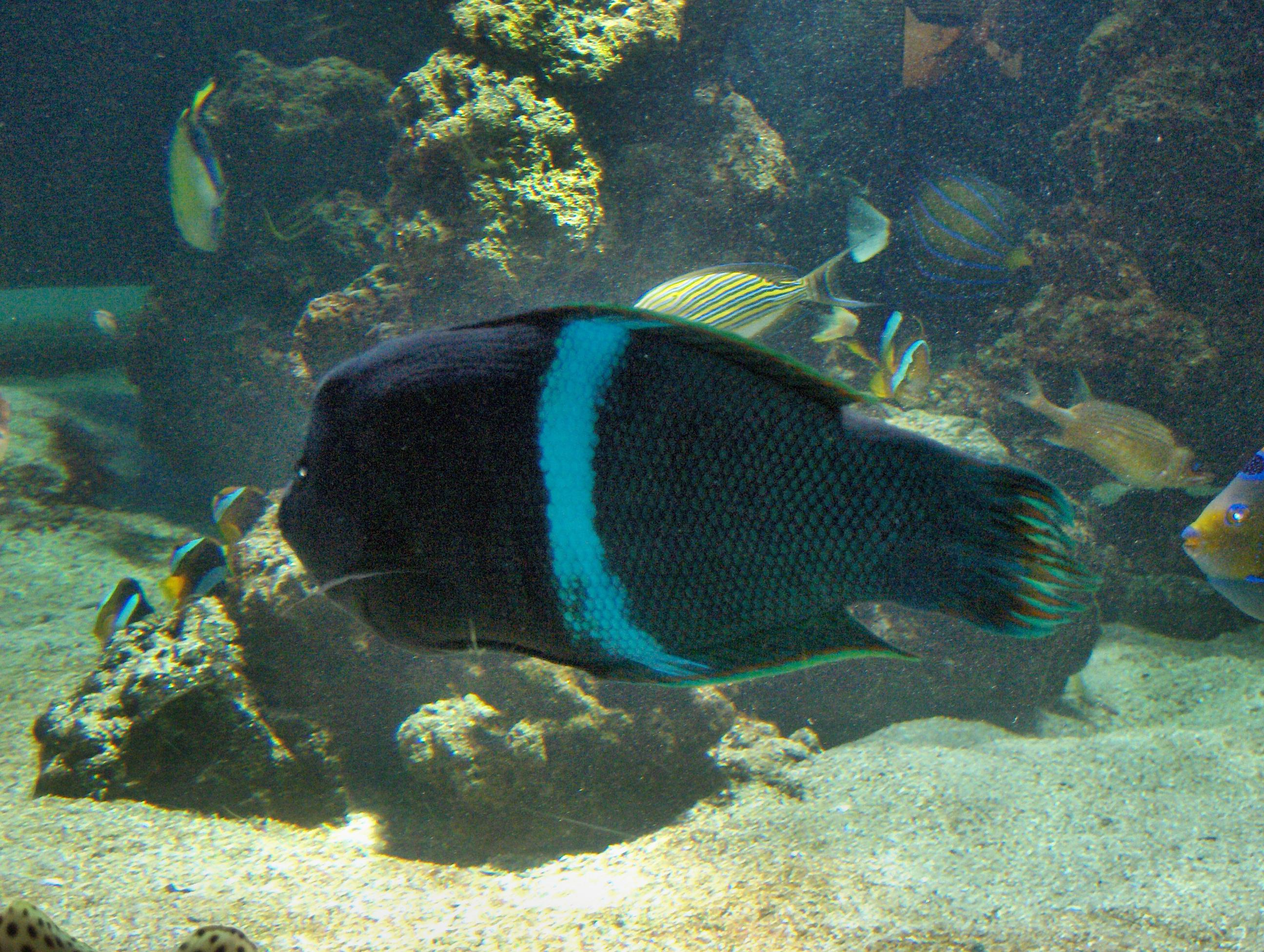
Coris aygula
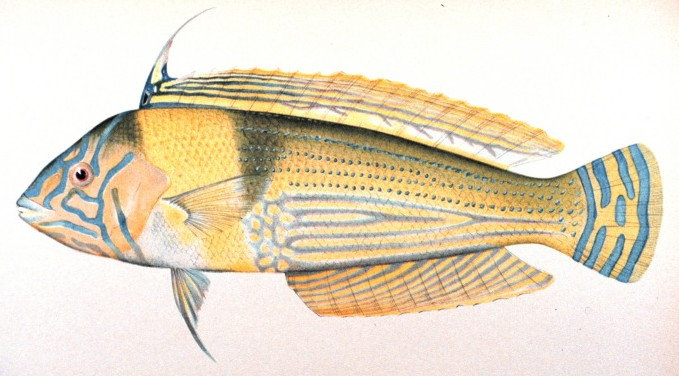
Coris ballieui
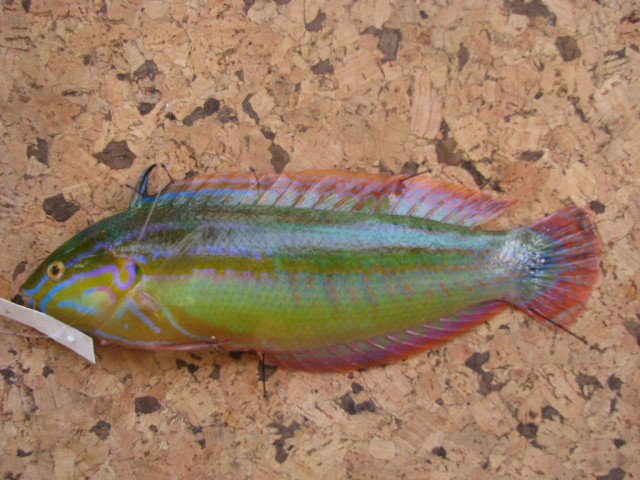
Coris caudimacula
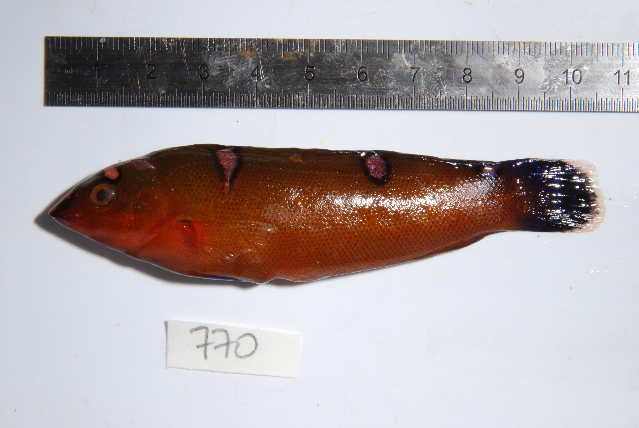
Coris cuvieri
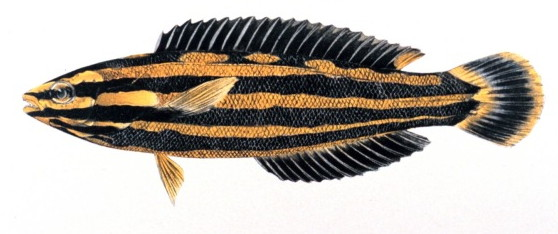
Coris flavovittata
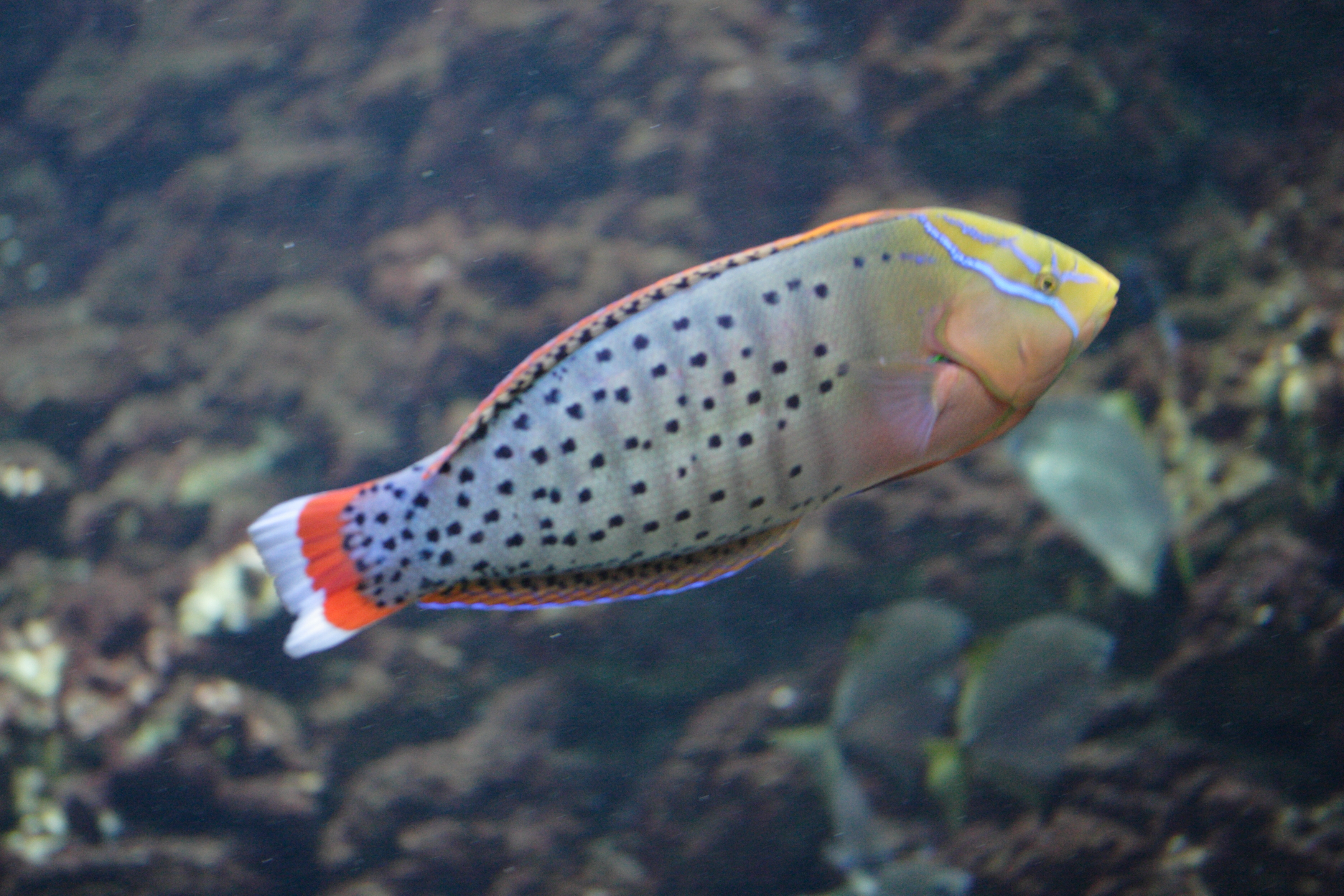
Coris formosa
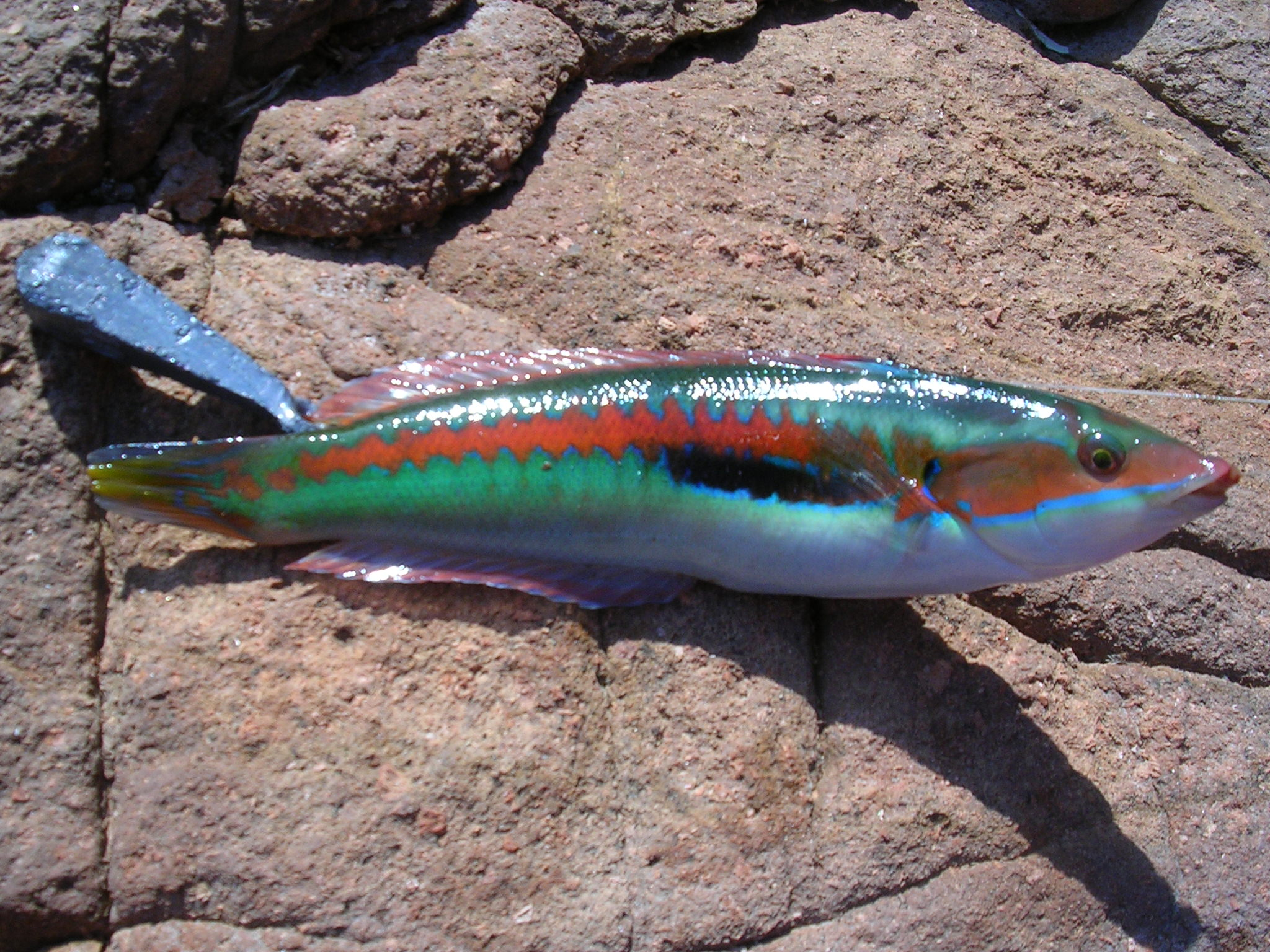
Coris julis
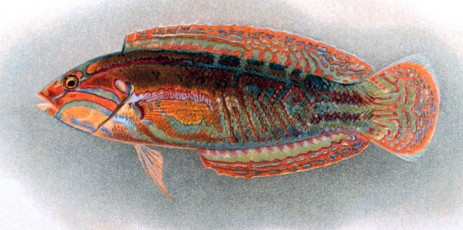
Coris venusta